# 熊本修治
熊本　修治（くまもと　しゅうじ）は、福岡県出身の日本の柔道選手である。階級は60kg級。

## 経歴
嘉穂高校3年の時にインターハイ軽量級で優勝した。1982年に亜細亜大学へ進学すると、1年の時に新人体重別60kg級で3位になった。2年の時には正力杯と正力国際で2位だったが、新人体重別で優勝を飾った。3年の時には正力国際の決勝で天理大学1年の斉藤光重を判定で破って優勝すると、4年の時には正力国際の決勝で大阪商業大学1年の今川義則を有効で破って2連覇を達成した。大学を卒業後は福岡県教育委員会の所属となった。福岡県高校教員校

## 戦績
- 1981年 -　インターハイ　軽量級　優勝
- 1982年 -　新人体重別　3位
- 1983年 -　正力杯　2位
- 1983年 -　新人体重別　優勝
- 1984年 -　正力国際　2位
- 1985年 -　[正力国際　優勝
- 1985年 - ハンガリー国際　3位
- 1985年 - チェコ国際　2位
- 1986年 -　正力国際　優勝

(出典、JudoInside.com)。